# Antony Gautier
Pour les articles homonymes, voir Gautier.
Antony Gautier, né le 19 novembre 1977 à Seclin (Nord), est maître de conférences en mathématiques à l'université de Lille et arbitre international de football. 
Élu au conseil municipal de Lille de 2014 à 2020, avec les fonctions d'adjoint au maire délégué au sport, à l'enseignement supérieur et à la recherche, il est élu maire de Bailleul, le 3 juillet 2020.

## Carrière sportive de haut niveau
Arbitre depuis l'âge de 12 ans, Antony Gautier a été nommé arbitre au niveau national dès l'âge de 22 ans. Il a ensuite très rapidement gravi les échelons pour devenir l'un des plus jeunes arbitres à accéder en Ligue 1 en 2007 à l'âge de 29 ans. Il a ensuite été nommé arbitre international dès 2009.
En Europe, il arbitre notamment des rencontres de Ligue des champions, de Ligue Europa, d'éliminatoires de Coupe du monde ou d'éliminatoires de l'Euro. En France, il officie sur des matchs de Ligue 1, de Coupe de France et de Coupe de la Ligue.
Sélectionné par l'UEFA pour arbitrer la phase finale du championnat d'Europe Espoirs en Israël en juin 2013, il est considéré comme l'un des meilleurs arbitres français. Faisant partie des 30 meilleurs arbitres européens (source UEFA), il est alors l'arbitre no 2 français. Il a intégré la catégorie des arbitres "Elite Development" de l'UEFA en 2013.
Il a été le plus jeune arbitre français à diriger la finale de la Coupe de la Ligue en France en 2011 (Marseille-Montpellier 1-0) au Stade de France devant 80 000 spectateurs. Il a également déjà arbitré deux demi-finales de Coupe de France (Guingamp-Monaco en 2014, St Étienne-Rennes en 2020), deux demi-finales de Coupe de la Ligue (Monaco-Bastia en 2015, Strasbourg-Bordeaux en 2019) et une finale de Coupe de France (Auxerre-Paris en 2015).
Antony Gautier est aujourd'hui l'arbitre en activité en France le plus expérimenté et le plus titré au niveau national, avec une finale de Coupe de France (2015), une finale de Coupe de la Ligue (2011), deux demi-finales de Coupe de France (2014, 2020), deux demi-finales de Coupe de la Ligue (2015, 2019), un quart de finale de Ligue Europa (2013), plus de 250 matchs arbitrés en Ligue 1 et plus de 40 matchs arbitrés en Coupes d'Europe (UEFA).
En mars 2019, il arbitre une nouvelle fois le classico PSG/OM, pour lequel 88 % des personnes interrogées ont trouvé qu'il avait fait un bon arbitrage.
En janvier 2023, Antony Gautier est nommé directeur de l'arbitrage français par le comité exécutif de la Fédération française de football (FFF), succèdant à Pascal Garibian.

## Récompenses
En 2009 et 2011, il a reçu le Trophée UNFP du meilleur arbitre de la Ligue 1.

## Compétitions arbitrées
En Europe, il a notamment arbitré le 1/4 de finale de Ligue Europa entre Benfica et Newcastle en avril 2013, plusieurs matchs de Ligue des Champions (Moscou-Bayern, Feyenoord/Kiev, Anderlecht-St Pétersbourg, Barcelone-Copenhague etc.). Il a également arbitré de nombreuses rencontres entre équipes nationales "A" notamment :
- Suède-Argentine (2013)
- Portugal-Espagne (2010)
- Suisse-Allemagne (2012)
- République Tchèque-Arménie (2013)
- Islande-Norvège (2012)
- Suède-Finlande (2011)
- Croatie-Lettonie (2011)
- Malte-Norvège (2014).

Lors de la phase finale du championnat d'Europe "Espoirs" en Israël en juin 2013, il a été désigné par l'UEFA pour arbitrer le match d'ouverture de la compétition Italie-Angleterre.
| Saison    | Compétitions        | Nbre de matchs | Cartons jaunes | Cartons rouges |
| --------- | ------------------- | -------------- | -------------- | -------------- |
| 2004-2005 | Coupe de France     | 1              | 0              | 0              |
| 2006-2007 | Coupe de la Ligue   | 1              | 4              | 0              |
| 2006-2007 | Coupe de France     | 1              | 0              | 0              |
| 2006-2007 | Ligue 2             | 17             | 59             | 3              |
| 2007-2008 | Coupe de France     | 3              | 9              | 0              |
| 2007-2008 | Ligue 1             | 17             | 64             | 3              |
| 2007-2008 | Ligue 2             | 6              | 24             | 0              |
| 2008-2009 | Coupe de la Ligue   | 2              | 5              | 0              |
| 2008-2009 | Coupe de France     | 2              | 2              | 0              |
| 2008-2009 | Ligue 1             | 19             | 65             | 5              |
| 2008-2009 | Ligue 2             | 4              | 13             | 0              |
| 2009-2010 | Coupe de la Ligue   | 1              | 4              | 0              |
| 2009-2010 | Coupe de France     | 2              | 8              | 2              |
| 2009-2010 | Ligue 1             | 15             | 61             | 5              |
| 2009-2010 | Ligue 2             | 7              | 32             | 4              |
| 2010-2011 | Coupe de la Ligue   | 2              | 5              | 2              |
| 2010-2011 | Coupe de France     | 2              | 3              | 0              |
| 2010-2011 | Ligue 1             | 18             | 79             | 6              |
| 2010-2011 | Ligue 2             | 2              | 7              | 0              |
| 2010-2011 | Ligue Europa        | 2              | 7              | 0              |
| 2011-2012 | Coupe de la Ligue   | 1              | 3              | 0              |
| 2011-2012 | Coupe de France     | 1              | 0              | 0              |
| 2011-2012 | Ligue 1             | 18             | 66             | 6              |
| 2011-2012 | Ligue 2             | 3              | 12             | 0              |
| 2011-2012 | Ligue des Champions | 3              | 22             | 0              |
| 2011-2012 | Ligue Europa        | 2              | 6              | 0              |
| 2012-2013 | Coupe de la Ligue   | 1              | 4              | 1              |
| 2012-2013 | Coupe de France     | 1              | 2              | 0              |
| 2012-2013 | Ligue 1             | 17             | 54             | 7              |
| 2012-2013 | Ligue 2             | 5              | 11             | 1              |
| 2012-2013 | Ligue des Champions | 3              | 17             | 0              |
| 2012-2013 | Ligue Europa        | 6              | 29             | 3              |
| 2013-2014 | Coupe de la Ligue   | 1              | 7              | 0              |
| 2013-2014 | Coupe de France     | 4              | 11             | 1              |
| 2013-2014 | Ligue 1             | 18             | 61             | 8              |
| 2013-2014 | Ligue 2             | 4              | 10             | 1              |
| 2013-2014 | Ligue des Champions | 1              | 3              | 0              |
| 2013-2014 | Ligue Europa        | 3              | 14             | 2              |
| 2014-2015 | Coupe de la Ligue   | 3              | 17             | 1              |
| 2014-2015 | Coupe de France     | 1              | 2              | 1              |
| 2014-2015 | Ligue 1             | 13             | 44             | 2              |
| 2014-2015 | Ligue 2             | 2              | 2              | 0              |
| 2014-2015 | Ligue Europa        | 2              | 6              | 1              |

 Dernière modification le 09.04.2015 

## Profession
Antony Gautier a soutenu une thèse de doctorat en mathématiques en 2004 à l'université de Lille (bac + 8). Il est maître de conférences en mathématiques à l'université de Lille. Après un congé parental de 2011 à 2015, il est en détachement pour exercer sa fonction d'adjoint délégué au sport, à l'enseignement supérieur et à la recherche à la mairie de Lille, puis celle de maire de Bailleul.

## Politique
En 2014, Antony Gautier est sollicité par Martine Aubry pour être sur sa liste lors des élections municipales de Lille. Élu en mars 2014, il est choisi par Martine Aubry pour occuper les fonctions d'adjoint au maire de Lille délégué au sport. Il promeut une politique sportive basée sur le sport éducatif et sur le sport pour la santé à tous les âges. Martine Aubry décide d'étendre sa délégation en 2017 pour y intégrer les universités, l'enseignement supérieur, les grandes écoles et la recherche.
Très engagé dans la vie locale à Bailleul (écoles, culture, carnaval, sport), Antony Gautier a notamment été à la tête d'une mobilisation de parents contre la fermeture d'une classe en 2018, couronnée de succès. Il renouvelle son engagement en 2019 et parvient à nouveau à éviter la fermeture d'une classe à Bailleul un an plus tard, Antony Gautier décide d'être candidat à la mairie de Bailleul en 2020.
Aux élections municipales de 2020 dans cette même commune, la liste qu'il conduit l'emporte au second tour avec 50,3 % des suffrages face à celles de Joël Decat et du maire sortant Marc Deneuche. Il est élu maire par le conseil municipal le 3 juillet 2020.